# Ел Мадроньо
Ел Мадроньо (на испански: El Madroño) е населено място и община в Испания. Намира се в провинция Севиля, в състава на автономната област Андалусия. Общината влиза в състава на района (комарка) Сиера Норте де Севиля. Заема площ от 103 km². Населението му е 350 души (по преброяване от 2010 г.). Разстоянието до административния център на провинцията е 77 km.

## Демография
| 1996 | 1998 | 1999 | 2000 | 2001 | 2002 | 2003 | 2004 | 2005 | 2006 |
| ---- | ---- | ---- | ---- | ---- | ---- | ---- | ---- | ---- | ---- |
| 402  | 376  | 368  | 364  | 382  | 379  | 369  | 366  | 367  |      |